# Yves Nat

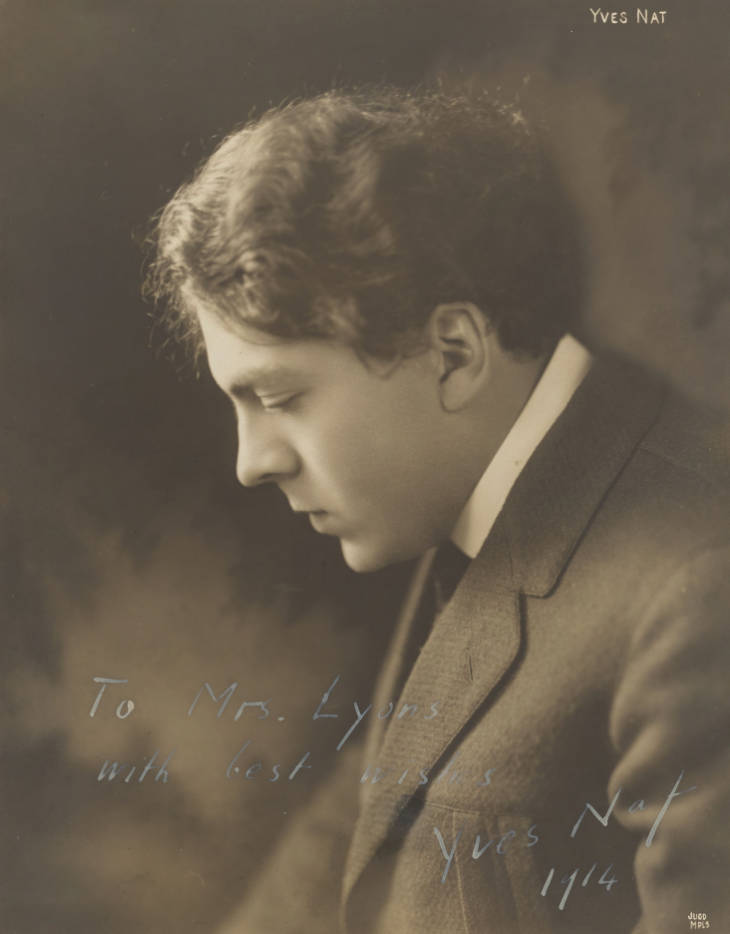
Fotografía autografiada por Yves Nat (1914)

Yves Nat (Béziers, 29 de diciembre de 1890 - París, 31 de agosto de 1956, pianista francés.

## Obras
- L'enfer, poema sinfónico para solistas, coro y gran orquesta (1942)
- Valse de la mort, concierto para piano (1954)

Ha compuesto además obras para piano, música de cámara y un oratorio.